# Centre-Sud de Bahia
 (février 2025).
Si vous disposez d'ouvrages ou d'articles de référence ou si vous connaissez des sites web de qualité traitant du thème abordé ici, merci de compléter l'article en donnant les références utiles à sa vérifiabilité et en les liant à la section « Notes et références ».
Le Centre-Sud de Bahia est l'une des 7 mésorégions de l'État de Bahia au Brésil. Elle regroupe 118 municipalités groupées en 8 microrégions.

## Données
La région compte 2 592 092 habitants pour 128 473 km2.

## Microrégions
La mésorégion du Centre-Sud de Bahia est subdivisée en 8 microrégions :
- Boquira
- Brumado
- Guanambi
- Itapetinga
- Jequié
- Livramento do Brumado
- Seabra
- Vitória da Conquista